# Kitade Tsutomu
Tsutomu Kitade (sinh ngày 18 tháng 9 năm 1978) là một cầu thủ bóng đá người Nhật Bản.

## Sự nghiệp câu lạc bộ
Tsutomu Kitade đã từng chơi cho Júbilo Iwata, Shonan Bellmare và Tochigi SC.